# Thập niên 950 TCN
Thập niên 950 TCN hay thập kỷ 950 TCN chỉ đến những năm từ 950 TCN đến 959 TCN.

## Sự kiện
- 959 TCN - Psusennes II kế vị Siamun làm vua của Ai Cập .
- 957 TCN - Đền thờ của Solomon được hoàn thành.

- 952 TCN - Thersippus , Vua của Athens qua đời sau 41 năm trị vì và được kế vị bởi con trai của ông là Phorbas .
- 950 TCN —Phía Bắc Ai Cập bắt đầu được cai trị bởi các pharaoh của Libya . Người Libya xây dựng các thành phố và lần đầu tiên một cuộc sống đô thị vững chắc mọc lên ở Đồng bằng sông Nile .
- 950 TCN– 800 TCN — Một số phần đầu của Kinh thánh được viết.

## Sinh
- Osorkon I , pharaoh của Ai Cập , được sinh ra (ngày gần đúng).

- Vua Parikshit của Vương triều Kuru ra đời.